# Vladimir Ivić
Vladimir Ivić (Zrenjanin, Serbia, 7 de mayo de 1977) es un exfutbolista y entrenador serbio. Jugó de volante. Actualmente dirige al Al-Ain de la UAE Pro League.

## Trayectoria

### Como jugador
Ivić debutó en el FK Proleter Zrenjanin, donde debutó con el primer equipo en la temporada 1994-95. En el verano de 1998 fue transferido al Partizán. Durante los siguientes seis años, ayudó al equipo a ganar tres títulos de liga y dos copas nacionales. También hizo su debut en la UEFA Champions League en la campaña 2003-04. Tras la marcha de Saša Ilić del club a principios de 2004, se convirtió en el capitán del equipo.
En julio de 2004, firmó un contrato de tres años con el Borussia Mönchengladbach.Tras haber disputado solamente cuatro encuentros, fichó por el AEK Atenas a principios del 2005. Después de dos temporadas y media en la capital griega, fue traspasado al Aris Salónica donde pasó un año antes de marcharse al PAOK Salónica.

### Selección nacional
A nivel internacional, Ivić fue internacional ocho veces con selección de Serbia y Montenegro entre 2001 y 2004, debutando como suplente de Dejan Stanković en un partido de clasificación para el Mundial 2002 contra Suiza.Su último partido fue un partido amistoso contra Irlanda del Norte en abril de 2004.En total, disputó ocho encuentros internacionales y no marcó ningún gol.

### Como entrenador
En junio de 2013, Ivić empezó a trabajar con el equipo sub-20 del PAOK Salónica, con el que ganó el título de liga en su primer año en el cargo. En marzo de 2016, fue nombrado entrenador del primer equipo hasta el final de la temporada, tras la marcha de Igor Tudor.Durante su estancia, obtuvo la Copa de Grecia en mayo de 2017, antes de dejar el cargo el mes siguiente.
El 31 de mayo de 2018, se hizo cargo del Maccabi Tel Aviv, firmando un contrato de dos años con opción a una tercera temporada.En su primera campaña, ganó la Liga Premier de Israel con una ventaja récord de 31 puntos y solo una derrota. Al año siguiente, llevó al equipo a otro título de liga, perdiendo solo en el último partido.El 6 de julio de 2020, el club anunció su salida del cargo.
El 15 de agosto de 2020, fue nombrado al frente del Watford con un contrato de un año con opción a un año más.Sin embargo, fue relevado de sus funciones en el mes de diciembre, a pesar de que el equipo se encontraba en el quinto puesto de la EFL Championship.
En junio de 2022, inició su segunda etapa como técnico del Maccabi Tel Aviv.No obstante, en enero de 2023, presentó su renuncia al cargo para marcharse a dirigir al Krasnodar.Durante su etapa en Rusia, alcanzó la final de la Copa de Rusia donde cayó ante el CSKA Moscú en los penales.En marzo de 2024, fue despedido de su cargo por decisión de la directiva del club.
El 4 de febrero de 2024, asumió como entrenador del Al-Ain.

## Clubes

### Como jugador
| Club                     | País     | Año       |
| ------------------------ | -------- | --------- |
| FK Proleter Zrenjanin    | Serbia   | 1994-1998 |
| Partizán de Belgrado     | Serbia   | 1998-2004 |
| Borussia Mönchengladbach | Alemania | 2004-2005 |
| AEK Atenas               | Grecia   | 2005-2007 |
| Aris Salónica            | Grecia   | 2007-2008 |
| PAOK Salónica            | Grecia   | 2008-2012 |

### Como entrenador
| Club             | País       | Año           | PJ  | PG  | PE | PP | Rendimiento |
| ---------------- | ---------- | ------------- | --- | --- | -- | -- | ----------- |
| PAOK Salónica    | Grecia     | 2016-2017     | 70  | 41  | 12 | 17 | 64.28%      |
| Maccabi Tel Aviv | Israel     | 2018-2020     | 91  | 61  | 22 | 8  | 75.09%      |
| Watford          | Inglaterra | 2020          | 22  | 10  | 7  | 5  | 56.06%      |
| Maccabi Tel Aviv | Israel     | 2021-2023     | 24  | 16  | 4  | 4  | 72.23%      |
| Krasnodar        | Rusia      | 2023-2024     | 50  | 23  | 16 | 11 | 56.67%      |
| Al-Ain           | EAU        | 2025-presente |     |     |    |    |             |
| Total            | Total      | Total         | 257 | 151 | 61 | 45 | 66.66%      |

## Palmarés

### Como jugador

#### Campeonatos nacionales
| Título              | Club                 | País   | Año     |
| ------------------- | -------------------- | ------ | ------- |
| Superliga de Serbia | Partizán de Belgrado | Serbia | 2002-03 |

### Como entrenador

#### Campeonatos nacionales
| Título                 | Club             | País   | Año     |
| ---------------------- | ---------------- | ------ | ------- |
| Copa de Grecia         | PAOK Salónica FC | Grecia | 2016-17 |
| Liga Premier de Israel | Maccabi Tel Aviv | Israel | 2018-19 |
| Liga Premier de Israel | Maccabi Tel Aviv | Israel | 2019-20 |
| Supercopa de Israel    | Maccabi Tel Aviv | Israel | 2020    |